# آلکسیس کیوی
آلکسیس کیوی (فنلاندی: Aleksis Kivi; تلفظ فنلاندی: ; ۱۰ اکتبر ۱۸۳۴ – ۳۱ دسامبر ۱۸۷۲) نویسنده و رمان‌نویس مطرح اهل فنلاند بود. وی به دلیل نوشتن رمان هفت برادر (Seitsemän veljestä) که اولین رمان مهم به زبان فنلاندی به‌شمار میرود شناخته و نمادهای ملی کشور فنلاند محسوب میشود.